# Constantina Diță-Tomescu
Constantina Tomescu (z domu Diță, ur. 23 stycznia 1970 w Turburea) – rumuńska lekkoatletka, specjalistka maratonu i półmaratonu, mistrzyni olimpijska z Pekinu, zdobywczyni brązowego medalu na Mistrzostwach Świata w Lekkoatletyce 2005 w Helsinkach w maratonie. Złota medalistka mistrzostw świata w półmaratonie w Edmonton (2005), zwyciężczyni maratonu w Chicago (2004).

## Sukcesy
| Rok  | Rodzaj zawodów                    | Miasto     | Miejsce | Czas    |
| ---- | --------------------------------- | ---------- | ------- | ------- |
| 2004 | Maraton                           | Chicago    | 1.      | 2:21:30 |
| 2004 | Mistrzostwa świata w półmaratonie | Nowe Delhi | 3.      | 1:09:07 |
| 2005 | Mistrzostwa świata w półmaratonie | Edmonton   | 1.      | 1:09:17 |
| 2005 | Mistrzostwa świata                | Helsinki   | 3.      | 2:23:19 |
| 2008 | Igrzyska olimpijskie              | Pekin      | 1.      | 2:26:44 |

## Rekordy życiowe
- Bieg na 5000 m – 15:28,91 (2000)
- Bieg na 10 000 m – 31:49,47 (2006)
- Bieg na 20 km – 1:03:23 (2006) rekord Rumunii
- Półmaraton – 1:08:10 (2002) rekord Rumunii
- Maraton – 2:21:30 (2005) rekord Rumunii